# Anthomastus steenstrupi
Anthomastus steenstrupi is een zachte koraalsoort uit de familie Alcyoniidae. De koraalsoort komt uit het geslacht Anthomastus. Anthomastus steenstrupi werd in 1889 voor het eerst wetenschappelijk beschreven door Wright & Studer. 